# Черніковиці
Черніковиці (пол. Czernikowice, нім. Groß Tschirbsdorf, 2/18/1936 Sandwaldau) — село в Польщі, у гміні Хойнув Леґницького повіту Нижньосілезького воєводства.
Населення — 183 особи (2011).
У 1975-1998 роках село належало до Легницького воєводства.

## Демографія
Демографічна структура станом на 31 березня 2011 року:
|          | Загалом | Допрацездатний вік | Працездатний вік | Постпрацездатний вік |
| -------- | ------- | ------------------ | ---------------- | -------------------- |
| Чоловіки | 93      | 14                 | 72               | 7                    |
| Жінки    | 90      | 10                 | 57               | 23                   |
| Разом    | 183     | 24                 | 129              | 30                   |